# (4214) Veralynn
(4214) Veralynn est un astéroïde de la ceinture principale.

## Description
(4214) Veralynn est un astéroïde de la ceinture principale. Il fut découvert le 22 octobre 1987 à Naoutchnyï par Lioudmila Jouravliova. Il présente une orbite caractérisée par un demi-grand axe de 2,42 UA, une excentricité de 0,13 et une inclinaison de 3,5° par rapport à l'écliptique.

## Compléments